# Ludwig Hanemann
Ludwig Franz Wilhelm Hanemann (* 27. Oktober 1907 in Hartlebury, Worcestershire, England; † 11. Februar 1996 in München) war unter dem Künstlernamen Punx ein deutscher Zauberkünstler und Autor, der die Präsentation der Zauberkunst für das 20. Jahrhundert wesentlich beeinflusst hat.

## Leben
Punx' Eltern waren Deutsche, die für kurze Zeit in England lebten. Hier kam Punx auch zur Welt. Sein Interesse an der Zauberkunst wurde durch Besuche von Vorstellungen von Zauberkünstlern ausgelöst, zu denen ihn sein Großvater mitnahm.
Als er fünf Jahre alt war, zogen seine Eltern mit ihm wieder nach Deutschland und lebten in Bremen.
Im Zweiten Weltkrieg wurde er 1944 in Frankreich gefangen genommen und schließlich in Großbritannien interniert. Dort trat er unter dem Namen PUNX, den er seit etwa 1940 benutzte, auf. 1946 kehrte er wieder nach Deutschland zurück und wurde 1948 professioneller Zauberkünstler. Parallel dazu erlernte er den Beruf des Werbefachmanns.

## Kunstform
Punx hatte die Gabe, gute Effekte mit guten Geschichten zu verknüpfen und erreichte damit eine besonders wirksame dramatische Präsentationsform. In abendfüllenden Vorstellungen stellte er in entsprechenden Kostümen Eulenspiegel, Cagliostro, Münchhausen dar. Zum Schluss erschien er als Punx.„Wer die Leute verzaubern und sein eigenes Tun und Treiben zur Kunstform entwickeln möchte“, komme an diesem Mann nicht vorbei, hat Natias Neutert in seinem Punx-Portrait für Die Zeit betont.
Das Besondere: Punx trat mit seinen Programmen in Theatersälen auf, die der Zauberkunst bis dahin verschlossen waren. Er nannte seine Abende Eine surrealistische Conférence mit Musik.
1948 wurde Punx der Hofzinser-Ring verliehen, eine Auszeichnung für besondere Verdienste um die Zauberkunst.
Als Punx 1950 erneut und auf Lebenszeit mit dem Hofzinser-Ring ausgezeichnet wurde, brachte das Nachrichtenmagazin Der Spiegel ihn als ersten und bis heute einzigen Zauberkünstler als Titelgeschichte und mit Titelbild. 1985 reichte Punx den Ring an Werner Geissler weiter.
Punx erschien auch auf der Titelseite der Illustrierten Gong, Heft 29, 1959, 19. Juli – 25. Juli.

## Fernsehen

### Von Punx
- Von 1957 bis 1959 trat Punx mit insgesamt 46 kurzen Zaubervorführungen im Fernsehen auf und überbrückte damit Pausen.
- Am 31. Oktober 1981 strahlte die ARD einen 45-minütigen Zusammenschnitt des Programms unter dem Titel Punx – Interpret des Phantastischen aus.

### Über Punx
- Am 2. April 1997 wurde das Film-Porträt Punx von Ralf Zöller gesendet.

## Ehrungen
- 1948: Dritter Träger des Hofzinser-Rings für seine Verdienste um die Zauberkunst.
- 1989: Ehren-Vorsitzender der amerikanischen PEA, Psychic Entertainers Association auf Lebzeiten.

## Veröffentlichungen (Auswahl)
- 32 Blatt und lauter Rätsel (1950) DNB-Link
- Unfaßlich (1955)
- Setzt Euch zu meinen Füssen (1977), Englische Fassung von Bill Palmer als Magical Adventures and Fairy Tales (1989), kanadische erweiterte Fassung: Once upon a Time... (2000)
- Gefiederte Persönlichkeiten, Landbuch-Verlag GmbH, Hannover, (1978)
- Der Wahrtraum (1978), Englische Fassung von Robert Cassidy als The Prophetic Dream (1980)
- Meine drei besten Kartenroutinen (1985)
- Experimente mit dem Überraum (8 Bände, 1978–85), Englische Fassung von Bill Palmer als Fourth Dimensional Mysteries (1990)
- Abschiedsvorstellung (1987), Englische Fassung von Bill Palmer als Farewell Performance (1991)
- sowie unzählige Beiträge in Zeitschriften wie Magie, Liliput, Magisches Magazin, Magische Welt, Vibrations, und Seance.